# Kongens Nytorv

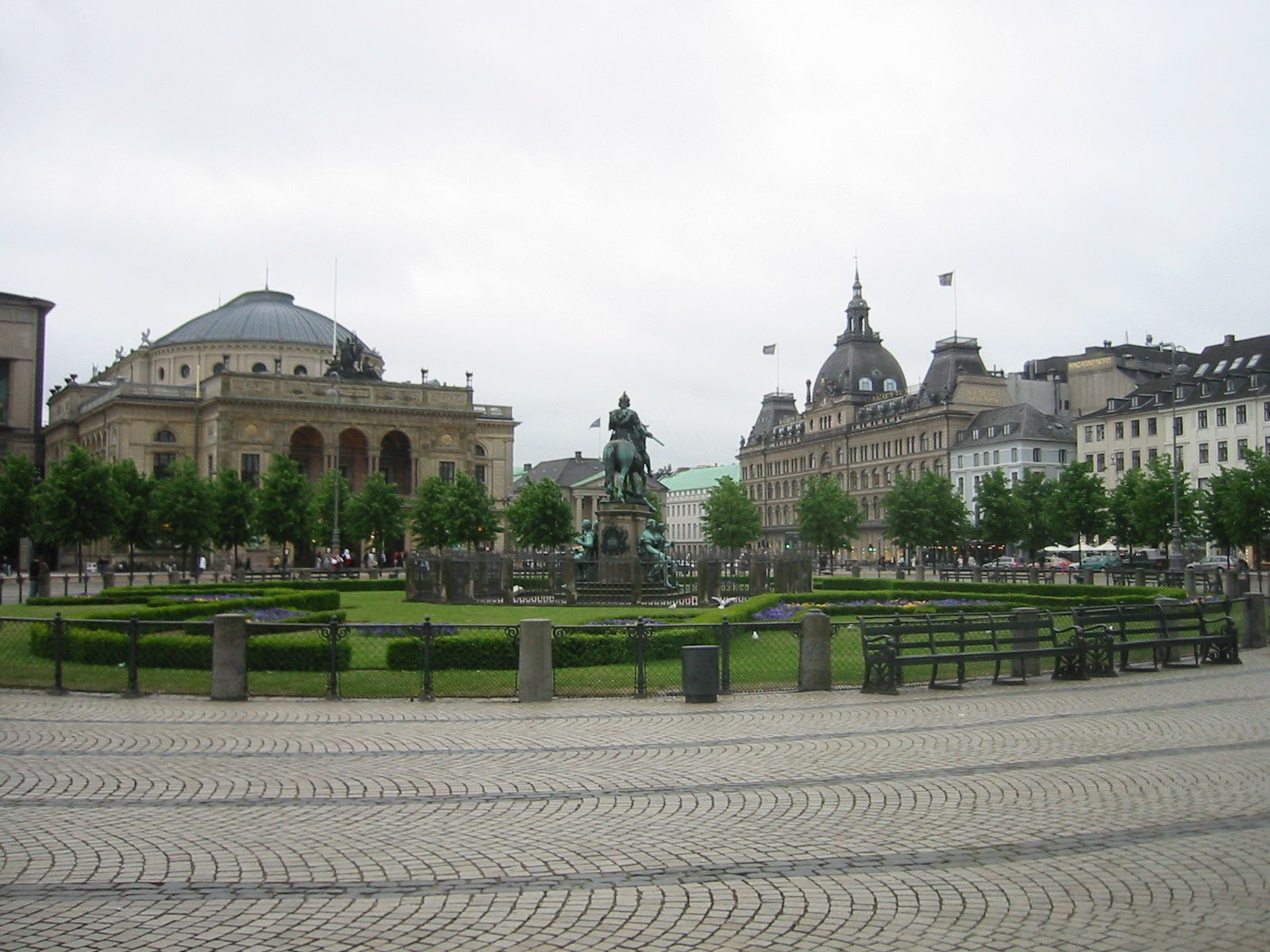
Kongens Nytorv med Det Kongelige Teater till vänster och Magasin du Nord till höger

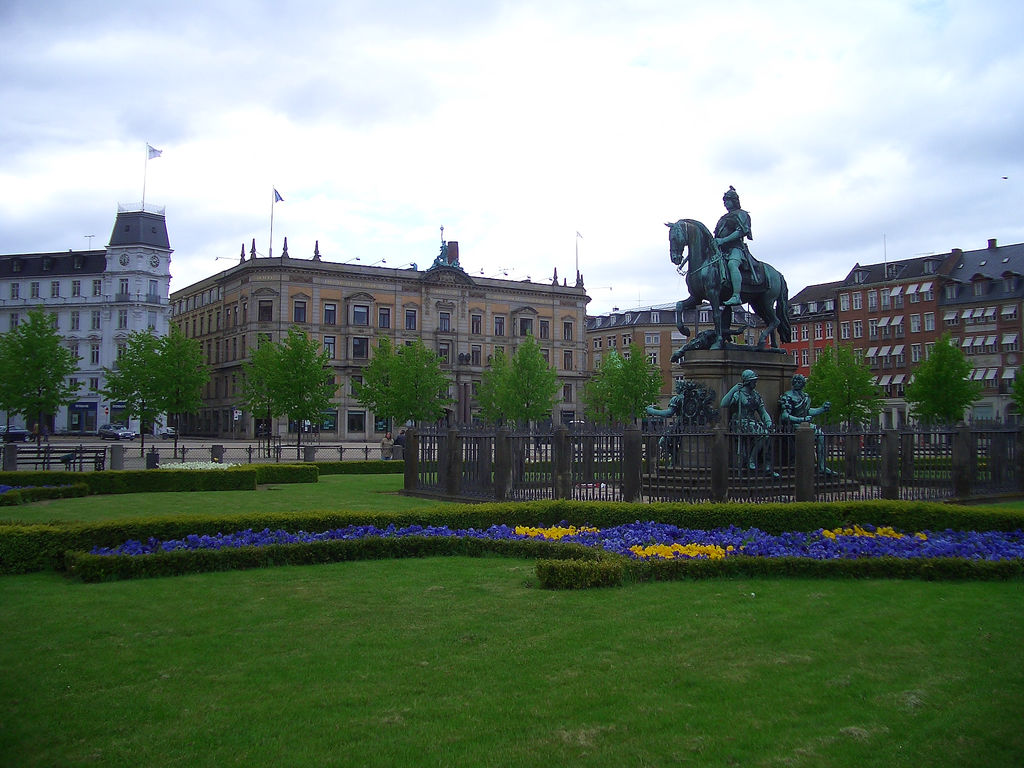
Kongens Nytorv, annan vy

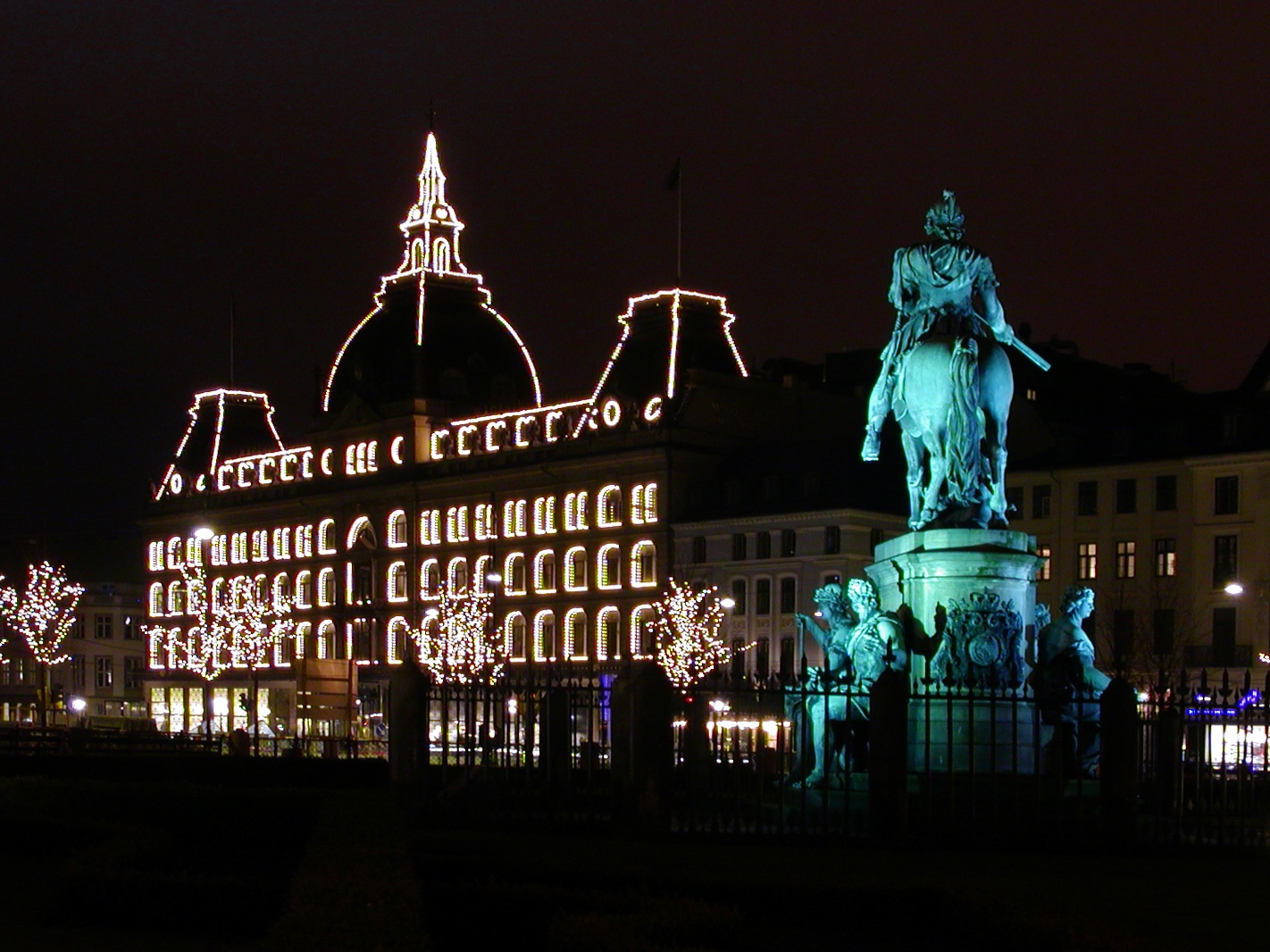
Kongens Nytorv, nattvy

Kongens Nytorv (svenska: Kungens nya torg) är ett torg mitt i Indre By i centrala Köpenhamn vid Strøgets ena ände. Det är det största torget i staden, och grundades av Kung Kristian V år 1670, samma år som han kröntes. Förebild var Place Vendôme i Paris, och mitt på torget finns en rytterstaty av Kung Kristian V. Bredvid torget finns många viktiga och eleganta byggnader och institutioner.

## Tidig historia

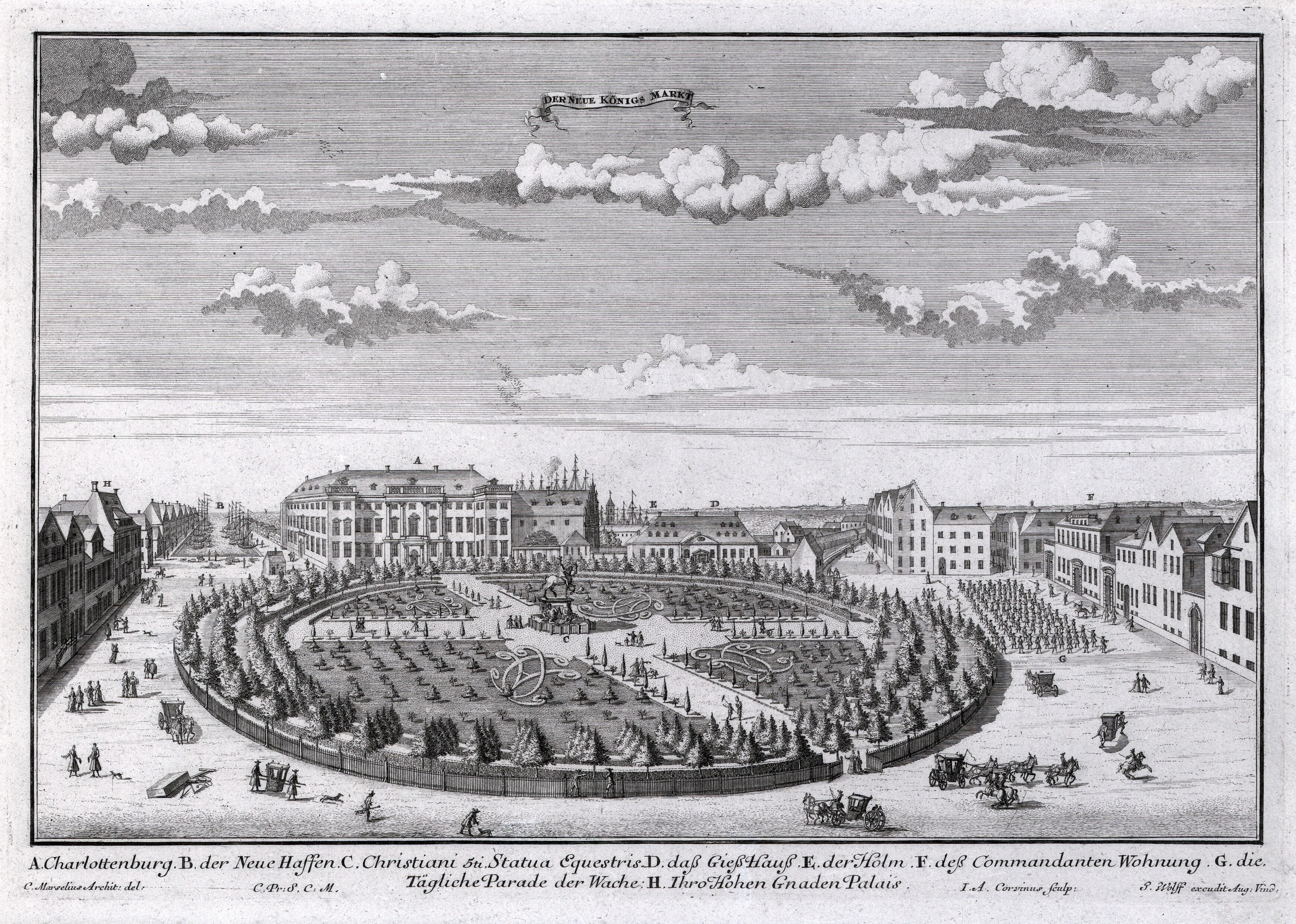
Der neue Königs Markt. Kopparstick från tidigt 1700-tal.

Torget grundades där stadsporten Østerport fram till 1647 stått. Efter att stadsporten hade flyttats låg platsen öde och användes som last- och lossningsplats för fartyg, som lade till i viken Krabbeløkke vid nuvarande Nyhavn. Kungen bestämde att markägarna gärna kunde få bebygga torget, men enbart med förnäma hus. Under åren som kom byggdes ett antal palats omkring torget, det första var det som idag kallas Charlottenborg, som uppfördes 1672-1683 av Ulrik Frederik Gyldenløve. Därnäst följde Thotts Palæ från 1683, uppfört av Niels Juel. I det huset ligger idag Frankrikes ambassad.
1688 invigdes mitt på torget en trädgårdsanläggning i barockstil. I mitten lät Kristian V resa en staty av sig själv. Han var Karl XI:s svåger och förlorade Skåne, Halland och Blekinge och utvecklade sitt fars envälde enligt August Strindberg. Statyn kallas för "Hesten".
1749 gjordes torget om till exercisplats av Fredrik V, och trädgårdsanläggningen och träden revs. Efter enväldets avskaffande på 1800-talet återuppbyggdes trädgården och träden återplanterades.
Under årens lopp har statyn, som är i bly förgylld med guld, sjunkit ihop. Efter andra världskriget ersattes den av en kopia byggd i brons.

## Nyare historia
1991 började torget restaureras, bland annat trädgården. Av ekonomiska skäl har dock restaureringen av resten av torget lagts på is.
1998 drabbades träden av almsjuka, och blev tvungna att fällas. Frågan om nya träd skulle planteras eller om platsen skulle göras öppnare blev upphov till stor debatt. 2001 planterades 80 lindträd på platsen.
Köpenhamns metro öppnade i oktober 2002 och hade från starten en station på Kongens Nytorv. I augusti 2002 till september 2005 undergick torget som en del av renoveringen en större trafiksanering. Vägbanorna lades längre ut och gav på så sätt mer plats till själva torget. I maj 2004 avbröts arbetet tillfälligt och tillfällig asfalt lades så att det nygifta kronprinsparet Frederik och Mary skulle kunna köra igenom staden.
Kommunen hade dock inte råd att slutföra renoveringen. I april 2003 bidrog en anonym fond med 50 miljoner danska kronor för att möjliggöra projektets slutförande. Den 8 juni 2004 avslöjades att donatorn var Oticon, som donerade pengarna för att fira företagets 100-årsjubileum.

## Omgivande byggnader
- Det Kongelige Teater
- Charlottenborgs slott
- Thotts Palæ
- Hotel d'Angleterre
- Magasin du Nord

## Aktiviteter
Varje sommar dansar Köpenhamns nybakade studenter runt riddarstatyn, en tradition som är över 100 år gammal, och varje vinter görs torget om till en stor isbana.